# Ernst Mohr
Ernst Mohr (Berlino, 30 settembre 1877 – 18 febbraio 1916) è stato un ginnasta e multiplista tedesco.
Partecipò ai Giochi della III Olimpiade che si svolsero a Saint Louis nel 1904. All'Olimpiade prese parte alle gare di concorso generale, concorso generale - tre eventi e triathlon. Il risultato migliore che riuscì ad ottenere fu il quarto posto nel concorso generale.